# Ain (estrella)
Ain (Èpsilon del Taure / ε Tauri) és un estel situat a la constel·lació del Taure que pertany al cúmul obert de les Híades. També és coneguda com a Oculus Borealus, que significa l'«ull». La seva magnitud aparent és +3,53.
Situada a 155 anys llum del sistema solar, Ain pertany al tipus espectral G9.5III i és una de les quatre gegants taronges de les Híades; les altres són Hyadum I (γ Tauri), Hyadum II (δ1 Tauri) i θ¹ Tauri. Té una lluminositat de 73 sols i el seu radi és 13 vegades major que el radi solar. La temperatura superficial d'aquest estel aconsegueix els 4925 K. Igual que altres estels del cúmul, el contingut de metalls d'Ain és un 40% major que en el Sol. La seva massa, unes 2,7 vegades la massa solar, permet estimar la seva edat així com la del conjunt de les Híades en uns 650 milions d'anys.

## Sistema planetari
Al 2007 es va descobrir un planeta extrasolar massiu orbitant entorn d'Ain. El planeta Amateru (Èpsilon Tauri b) completa la seva òrbita —fins a cert punt excèntrica— cada 1,6 anys. Va ser el primer planeta descobert en un estel d'un cúmul obert. Al costat de Pòl·lux (β Geminorum) és una de les dues gegants visualment brillants on es coneix l'existència de planetes.